# Stefanie Powers
Stefanie Powers, geboren als Stefania Zofia Federkiewicz (Hollywood, 2 november 1942), is een Amerikaans actrice van Poolse afkomst. Zij werd in zowel 1980, 1981, 1982, 1983 als 1984 genomineerd voor een Golden Globe voor haar hoofdrol als Jennifer Hart in de detectiveserie Hart to Hart. Hiervoor werd ze in 1981 en 1982 ook genomineerd voor een Primetime Emmy Award en won ze in 1980 daadwerkelijk de People's Choice Award voor favoriete actrice in een nieuw televisieprogramma. Powers maakte in 1960 haar acteerdebuut in een aflevering van de detectiveserie The Case of the Dangerous Robin. Haar eerste filmrol volgde in 1961, als Kay in de komedie Tammy Tell Me True
Powers kreeg in 1992 een ster op de Hollywood Walk of Fame.

## Filmografie
*Exclusief 35+ televisiefilms
| - The Artist's Wife (2019) - Jump! (2008) - Rabbit Fever (2006) - Escape to Athena (1979) - The Astral Factor (1976) - It Seemed Like a Good Idea at the Time (1975) - Gone with the West (1975) - Herbie Rides Again (1974) - The Magnificent Seven Ride! (1972) - The Boatniks (1970) - Crescendo (1970) | - Stagecoach (1966) - Like Father, Like Son (1965) - Fanatic (1965) - Love Has Many Faces (1965) - The New Interns (1964) - McLintock! (1963) - Palm Springs Weekend (1963) - If a Man Answers (1962) - The Interns (1962) - Experiment in Terror (1962) - Tammy Tell Me True (1961) |

## Televisieseries
*Exclusief eenmalige gastrollen in 35+ series
- Doctors - Jane Powers (2001, zeven afleveringen)
- Mistral's Daughter - Maggy Lunel (1984, vier afleveringen - miniserie)
- Hart to Hart - Jennifer Hart (1979-1984, 111 afleveringen)
- Washington: Behind Closed Doors - Sally Whalen (1977, zes afleveringen - miniserie)
- The Feather and Father Gang - Toni 'Feather' Danton (1976-1977, veertien afleveringen)
- The Six Million Dollar Man - Shalon (1976, drie afleveringen)
- Love, American Style - Verschillende (1969-1972, vijf afleveringen)
- The Girl from U.N.C.L.E. - April Dancer (1966-1967, 29 afleveringen)

## Privé
Powers was van 1966 tot en met 1974 getrouwd met acteur Gary Lockwood en van 1993 tot en met 1999 met Patrick De La Chenais. Beide huwelijken eindigden in een echtscheiding. Tussendoor had Powers van 1972 tot en met 1981 een relatie met acteur William Holden, waaraan een einde kwam door zijn overlijden na een val. Ter ere van hem richtte ze kort na zijn dood de William Holden Wildlife Foundation op, om een zaak te steunen die ook Holden aan het hart ging. Powers werd zelf voorzitster van deze stichting.
- Biblioteca Nacional de España: XX1296105
- Bibliothèque nationale de France: cb140415721 (data)
- Gemeinsame Normdatei: 14210132X
- International Standard Name Identifier: 0000 0001 1470 8761
- Library of Congress Control Number: n84015824
- Nederlandse Thesaurus van Auteursnamen: 073158658
- Réseau des bibliothèques de Suisse occidentale: 02-A024260228
- SNAC: w64z81gf
- Système universitaire de documentation: 074722522
- Virtual International Authority File: 38306910
- WorldCat: E39PBJyCFHvF6WBJrdKKdhrrMP